# Kamila Szczecina
Kamila Szczecina (født 31. oktober 1987) er en kvindelig polsk håndboldspiller, som spiller for Pogoń Szczecin og det polske håndboldlandshold.
Hun deltog under EM i håndbold 2016 i Sverige.